# Lupercal

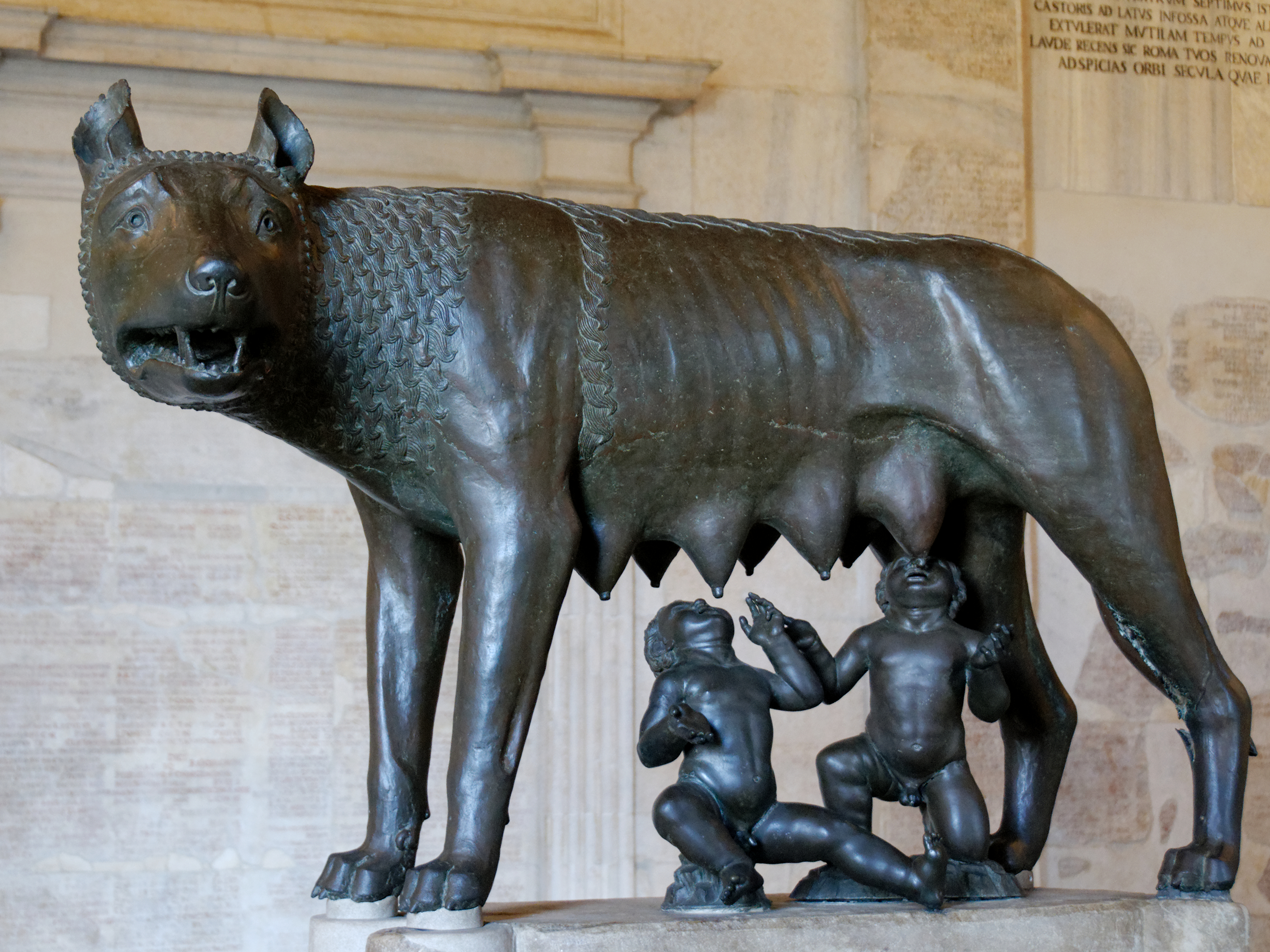
Romulus en Remus en de wolvin.

Lupercal is de naam van de grot aan de voet van de Palatijn in Rome waar Romulus en Remus gezoogd zouden zijn door de wolvin. Later vierden de priesters van Lupercus hier het Lupercalia-feest.
De grot is waarschijnlijk op een gegeven moment als een heiligdom ingericht. De restauratie ervan door Augustus wordt vermeld in de Res Gestae divi Augusti. In de Griekse vertaling daarvan uit de oudheid wordt de Lupercal aangeduid als de ‘tempel van Pan’.
In januari 2007 maakte de archeologe Irene Iacopi bekend dat de Lupercal waarschijnlijk was gevonden door archeologen die bezig waren bij het paleis van Augustus op de Palatijn. Via onderzoek met een fotosonde ontdekten zij een gewelfde ruimte van ongeveer 15 m diep, versierd met fresco’s, nissen en schelpen.
Op 20 november 2007 maakte Francesco Rutelli, de Italiaanse minister van cultuur, tijdens een persconferentie de resultaten van verder onderzoek bekend. Ook werden foto’s, gemaakt met een sonde, vrijgegeven. Onder de resten van het huis van Augustus op de Palatijn, aan de kant van de heuvel die aan het Circus Maximus grenst, is op een diepte van 16 m. een deels natuurlijke, deels kunstmatige grot gevonden. Het gaat om een ronde gewelfde ruimte van ca. 9 m hoog en met een diameter van 7,5 m. Het gewelf is versierd met figuratieve mozaïeken met steentjes van gekleurd marmer en rijen witte schelpen. In het midden bevindt zich een witte adelaar. De archeologen zijn er vrijwel zeker van dat het om de Lupercal gaat.